# Сатир Гоффманна
Сатир Гофманна (Karanasa hofmanni) — дневная бабочка из семейства бархатниц. Видовое название дано в честь Эрнста Августа Гофмана (1837—1892) — немецкого энтомолога, специализировавшегося на лепидоптерологии. Он наиболее известен как автор двух атласов бабочек Европы (1887). На русском языке в 1897 году был издан его «Атлас бабочек Европы и отчасти русско-азиатских владений», обработанный и дополненный применительно к русской фауне Н. А. Холодковским.

## Ареал
Эндемик Узбекистана, обитающий в окрестностях перевала Кумбель (Туркестанский хребет). Населяет высокогорные щебнистые и мелкоземлистые склоны в зоне луговых степей на высоте 3000—3200 м над уровнем моря. Вид приурочен к злаковым растительным ассоциациям.

## Биология
Образ жизни вида недостаточно изучен. Время лёта бабочек — в июле-августе. Время вылета неравномерно по годам.

## Охрана
Вид включён в Красную книгу Узбекистана. Численность на территории Узбекистана составляет около 10-20 особей за сезон, в отдельные годы встречаются единичные особи. Основной лимитирующий численность фактор — перевыпас скота в местах обитания вида.